# Saïd ibn Ahmad
Saïd ibn Àhmad ibn Saïd (àrab: سعيد بن أحمد بن سعيد, Saʿīd b. Aḥmad b. Saʿīd) (Oman, segle xviii - Rustaq, 1811) va ser imam i sultà d'Oman, el segon de la dinastia Al Saïd. Va governar el país entre 1783 i 1786.

## Regnat
Saïd ibn Ahmad era fill de l'imam i del sultà Ahmad ibn Saïd al-BuSaïdi, i va ser elegit imam a la mort del seu pare el 1783. La successió no va ser impugnada, i Saïd va prendre possessió de la capital, Rustaq.
Els seus germans Saïf i Sultan ibn Ahmad van demanar al xeic Sakar del grup tribal Xemal que els ajudés a guanyar el tron. Xeikh Sakar va ocupar les ciutats de Hamra, Xargah, Rams i Khor Fakan. Saïd va intentar de recuperar aquestes ciutats envà.
Tanmateix, Saif i Sultan van creure que era massa perillós per a ells quedar-se a Oman. Saif va navegar cap a l'Àfrica oriental amb la intenció d'establir-s'hi com a governant. Va morir allà poc després. Sultan va escapar a Gwadar a la costa de la regió de Makran del Balutxistan.

## Deposició

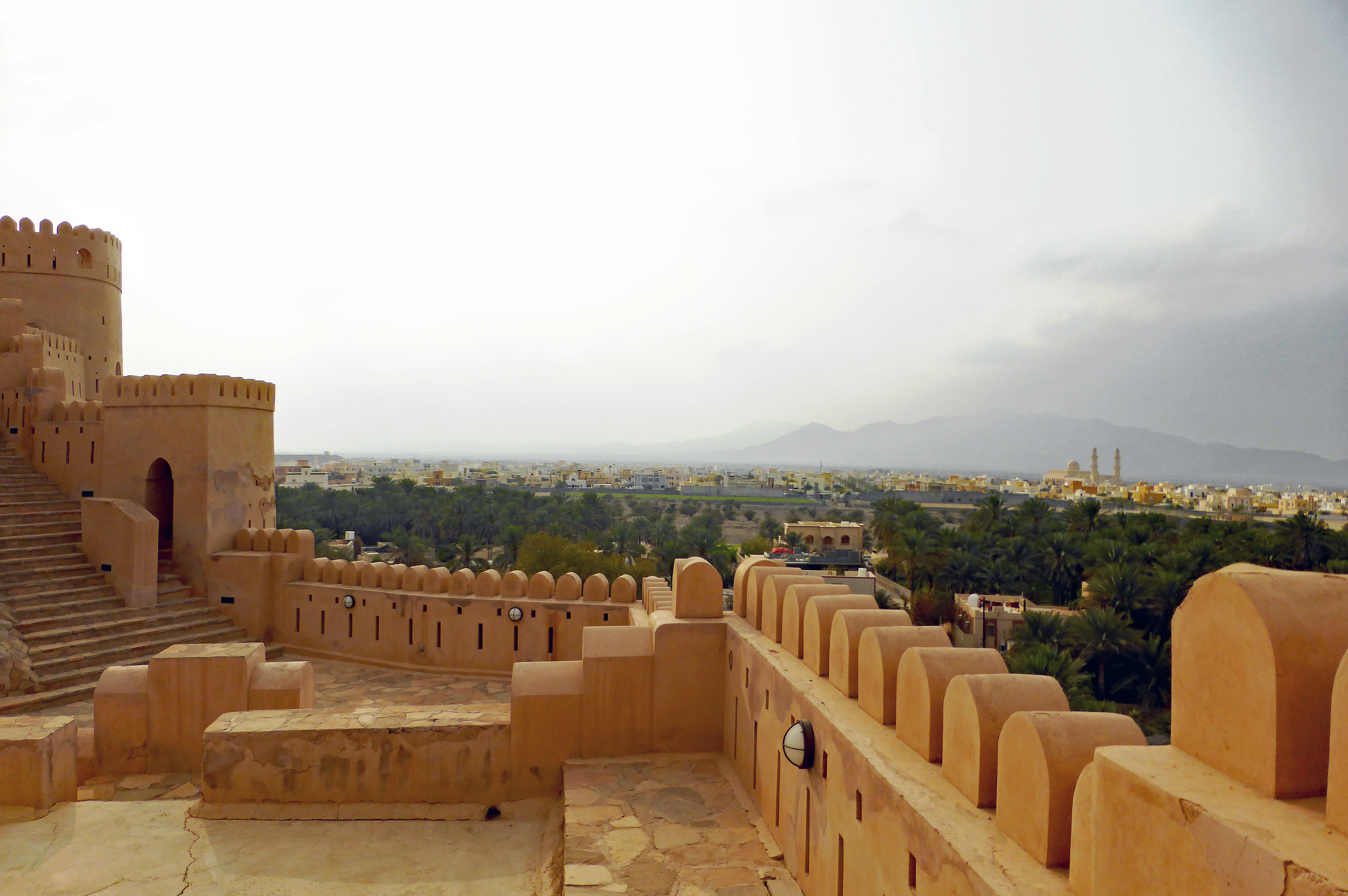
Fort de Rustaq.

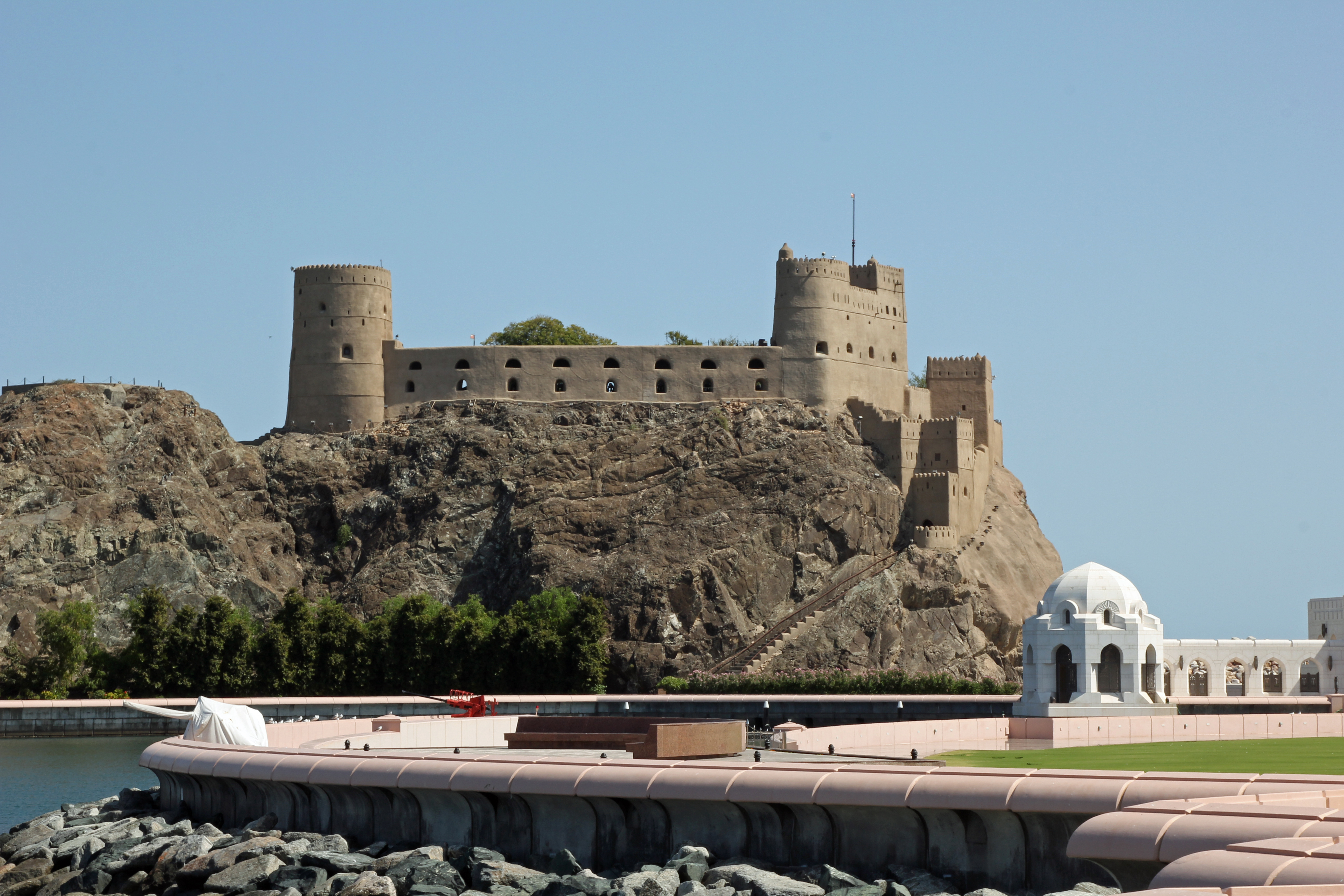
Fort d'Al-Jalali.

L'imam era cada cop més impopular. Cap a finals de 1785 un grup de notables va escollir el seu germà, Qais ibn Ahmad, com a nou imam. Aquesta revolta aviat es va esfondrar.
Més tard, un dels fills de Saïd va ser fet presoner a Fort Al-Jalali pel governador de Masqat. Un altre fill, Hamad ibn Saïd, va anar a negociar amb el governador, i finalment Hamad i els seus seguidors van aconseguir el control dels forts al-Jalali i al-Mirani i, per tant, de la ciutat de Masqat.
Això va passar l'any 1786. Una per una les altres fortaleses d'Oman es van sotmetre a Hamad, fins que Saïd es va quedar sense cap poder temporal.
Saïd ibn Ahmad va renunciar al control personal sobre els afers administratius quotidians en favor del seu tercer fill, Hamad, governador de Masqat, que el 1789 va acabar assumint la regència i el títol de xeic. El 1792, a la mort del seu fill, va tornar a reprendre el control directe, però aviat es va retirar a una vida d'indolència i va permetre als seus fills supervivents i a d'altres funcionaris gairebé una total llibertat per governar com creguessin convenient. Va romandre a la capital tradicional, Rustaq, i va continuar mantenint el títol d'imam fins a la seva mort. Aquest títol d'imam, era un títol purament religiós, simbòlic, sense capacitat de poder. Va ser l'últim descendent de línia masculina d'Al-Bu Said en ocupar el càrrec.
Va morir al fort d'Al-Batinah de Rustaq el 1811.